# 我的靈魂是愛做的
《我的靈魂是愛做的》（英語：The Teacher），是一部於2019年上映的同志電影。由旅美導演陳敏郎執導，影片入選法國南特影展、新加坡國際電影節、西雅圖國際影展、倫敦東亞酷兒影展、舊金山國際同志影展、洛杉磯同志影展、雪梨同志影展、印度同志影展，演員邱志宇獲提名第56屆金馬獎最佳新演員，演員張詩盈榮獲第56屆金馬獎最佳女配角。

## 劇情簡介
Kevin，二十六歲，公民老師。對學生及同事溫和有禮，下班之餘參與同志運動，在茫茫人海中尋找愛情。因緣際會下，Kevin愛上一名有愛滋的已婚男子。母親不諒解這段感情，感染的恐懼與正妻的脅迫夾擊，校園更開始傳出流言蜚語。眾說紛紜、眾敵環伺，原來當全世界都反對時，愛一個人是這麼的困難……

## 演員
- 邱志宇 飾 張凱文
- 張晉豪 飾 高晉武
- 張詩盈 飾 曉薇(高妻)
- 何子華 飾 張母
- 薛仕凌 飾 好友Jo
- 林晉羽 飾 教務主任
- 鄭志忠 飾 劇場演員
- 今子嫣 飾 凱文阿姨
- 詹凱安 飾 劇場演員、管理員

## 電影歌曲
| 曲別   | 歌名                            | 演唱者 | 作詞   | 作曲   |
| 片尾曲 | 步步為營 （页面存档备份，存于） | 邱志宇 | 邱志宇 | 邱志宇 |

## 獎項

### 金馬獎
| 年份 | 獎項       | 得獎者 | 結果 |
| ---- | ---------- | ------ | ---- |
| 2019 | 最佳女配角 | 張詩盈 | 獲獎 |
| 2019 | 最佳新演員 | 邱志宇 | 提名 |

## 外部連結
- 互联网电影数据库（IMDb）上《我的靈魂是愛做的》的资料（英文）
- 豆瓣电影上《我的靈魂是愛做的》的資料 （简体中文）
- 《我的靈魂是愛做的》的Facebook專頁